# Северка (Саратовская область)
Северка — село в Ртищевском районе Саратовской области. Входит в состав Макаровского муниципального образования.

## География
Село располагается у северо-западной границы района и области в 52 километрах от Ртищева и в 222 километрах от Саратова

## История
Официальная дата основания 1740 год.
По другим данным, основана в 1664 году помещиком Левашевым. Первоначальное название Левашовка. С переселением новых людей к северу от Левашовки возникла Северка, давшая имя объединённому поселению. Церковь (Покровская) была построена в 1796 году. На момент отмены крепостного права в Северке насчитывалось 89 дворов и 662 жителя, в 1910 — 91 двор и 781 житель. После Великой Отечественной войны работали колхозы «Заветы Ильича» и «Рассвет».

## Население
| 2002 | 2010 |
| ---- | ---- |
| 371  | ↘363 |

Постоянное население составило 371 человека (русские 99 %) в 2002 году.

## Культура и образование
- Сельский дом культуры
- МОУ «СОШ имени Героя Советского Союза Н. Т. Богомолова»
- Детский сад № 33 «Звёздочка»

## Транспорт
По вторникам и пятницам ходит автобус № 116 по маршруту Северка — Ртищево.

## Известные жители
в Северке родились:
- Голицын, Лев Львович (1877—1920) — и.д. самарского губернатора (1916—1917), надворный советник.
- Муренина, Галина Платоновна (р. 1939) — заслуженный работник культуры России, директор музея Н. Г. Чернышевского (1976—2020).